# 高山糙苏
高山糙苏（学名：Phlomis alpina）为唇形科糙苏属下的一个种。